# Can Sala (Castellbisbal)
Can Sala és un edifici de Castellbisbal (Vallès Occidental) protegit com a Bé Cultural d'Interès Local.

## Descripció
Es tracta d'un edifici aïllat amb la planta en forma de L, d'una sola planta disposada elevada sobre el terreny aconseguint un espai destinat a baixos. El cos principal és cobert a dues aigües i el cos transversal a quatre vessants. La construcció destaca per la gran quantitat d'obertures que donen molta lluminositat a l'interior. La coberta és el principal element decoratiu de l'edifici, ja que presenta una combinació de colors marrons i teules vidriades de color blau. Té també una torre quadrangular on hi ha el dipòsit d'aigua, està coberta a quatre aigües amb els mateixos motius decoratius que la coberta de la casa. El tram superior del mur està decorat amb rajola blava i dos quadres amb la decoració d'un gerro i d'elements vegetals. Estava destinada com a torre d'estiueig.